# 西京学院
西京学院，位于陕西省西安市长安区，创建于1994年5月，是经教育部批准的普通本科高校，也是一所民办大学。学校图书馆有藏书292万册，期刊7000余种，阅览座位3000余个。
西京学院拟更名“西京大学”，但尚未获正式批准。